# Dime Jankulovski
Dime Jankulovski est un footballeur suédois né le 18 juin 1977.

## Palmarès
AIK Solna
- Vainqueur de la Coupe de Suède (1) : 2001